# 松井忠三
松井 忠三（まつい ただみつ、1949年5月13日 - ）は日本の実業家。良品計画代表取締役社長や、同社代表取締役会長、りそなホールディングス取締役指名委員会委員長、日本取締役協会副会長などを務めた。

## 人物・経歴
静岡県韮山町（現伊豆の国市）の韮山反射炉近くの農家の長男として生まれた。1968年静岡県立韮山高等学校卒業。1973年東京教育大学体育学部卒業。大学在学中は日本の学生運動で中核派に所属し、1969年には沖縄返還を求めて警視庁機動隊と衝突し、新橋駅高架上で逮捕され高輪警察署に勾留された。教員志望で静岡県立高等学校教員の採用試験を受験したが、二次試験の面接で不合格となる。
大学卒業後は、唯一受かった西友ストアー（現西友）に入社し、富士見ヶ丘店家庭用品売り場に配属された。1976年西友人事部厚生課に異動。長く西友人事部に勤務したが、1991年に左遷人事により西友子会社の良品計画に総務人事課長として出向となる。1992年に良品計画に転籍し部長に昇格。1993年良品計画取締役総務人事部長。1994年良品計画取締役無印良品事業部長。1997年良品計画常務取締役。1999年良品計画専務取締役。2001年アール・ケイ・トラック取締役。
木内政雄取締役会長の指名を受け、創業以来初の経常減益となり、セゾングループ消滅の年ともなった2001年から良品計画代表取締役社長を務め、リストラなどを進め、3期連続の過去最高益を実現した2008年に代表取締役会長に退いた。2009年ムジ・ネット代表取締役社長。同年肺がんが見つかり手術を受けた。
2010年T&T（現松井オフィス）代表取締役社長。2013年りそな銀行取締役。2013年アダストリアホールディングス（現アダストリア）取締役。2014年りそなホールディングス取締役。2014年大戸屋ホールディングス取締役。2015年ネクステージ取締役。2016年サダマツ（現フェスタリアホールディングス）取締役。2017年りそなホールディングス取締役指名委員会委員長。

## テレビ番組
- 日経スペシャル カンブリア宮殿 『経営にまぐれなし！成果を出す仕組みのつくり方』 ～赤字38億円からの経営改革の全貌！～（2013年9月19日、テレビ東京）[14]

## 書籍

### 著書
- 『賢人のアピール術 人の目にとまる、印象に残る自己表現。また会いたいと思われる人になれ！』（著者:松井忠三 窪山哲雄 小笠原敬承斎 川田修 村上憲郎）（2013年4月26日、幻冬舎）ISBN 9784344902664
- 『無印良品は、仕組みが9割 仕事はシンプルにやりなさい』（2013年7月11日、角川書店）ISBN 9784041104996
  - 『図解 無印良品は、仕組みが9割 仕事はシンプルにやりなさい』（2015年3月2日、角川書店）ISBN 9784041025376
- 『無印良品の、人の育て方 いいサラリーマンは、会社を滅ぼす』（2014年7月11日、角川書店）ISBN 9784041015209
- 『覚悟さえ決めれば、たいていのことはできる』（2015年5月1日、サンマーク出版）ISBN 9784763134592
- 『無印良品が、世界でも勝てる理由 世界に“グローバル・マーケット"は、ない』（2015年11月14日、角川書店）ISBN 9784041029718
- 『無印良品のPDCA 一冊の手帳で常勝経営を仕組み化する！』（2017年11月24日、毎日新聞出版）ISBN 9784620324746
- 『無印良品の教え「仕組み」を武器にする経営』（2021年10月8日、角川書店）ISBN 9784040824116